# Mail.com
Mail.com è un portale web e un provider di servizi di posta elettronica di proprietà della società 1&1 Mail & Media Inc, facente parte del gruppo United Internet.

## Storia
Mail.com è uno dei più vecchi provider di posta elettronica al mondo: venne fondato nel 1995 come Vanity Mail Services da Gerald Gorman, un investitore finanziario della banca Donaldson, Lufkin & Jenrette, e da Gary Millin, al tempo studente della Harvard Business School.
Essi investirono molte risorse per registrare e pubblicizzare oltre 500 nomi di dominio (come  world.com, usa.com, india.com, europe.com, asia.com, doctor.com, scientist.com e lawyer.com) a fini speculativi. Ad esempio nel 1999 i domini kosher.com, london.com, e england.com vennero venduti per due milioni di sterline.
Nel 2010 mail.com è stato acquistato dal gruppo tedesco United Internet, uno dei maggiori provider di servizi internet europei, mantenendo in funzione gli indirizzi email esistenti.

## Descrizione
Una delle principali caratteristiche di mail.com è la possibilità di registrare il proprio indirizzo di posta elettronica scegliendo tra circa 200 nomi di dominio diversi, ottenendo indirizzi come xxx@elvisfan.com o xxx@doctor.com.
Un'altra caratteristica è il fatto che non viene richiesto un numero di telefono al momento della registrazione di un nuovo indirizzo email. Questo permette di utilizzare il servizio anche a coloro che non possiedono un numero di telefono o che non vogliono comunicarlo.